# Бразильская короткошёрстная кошка
Бразильская короткошёрстная (англ. Brazilian shorthair) — порода кошек, появившаяся естественным путём в Бразилии.

## История
Бразильская короткошёрстная отдельно развившаяся популяция короткошёрстных кошек, получившая свои индивидуальные черты. Исследования обычных уличных кошек, проведенные экспертами Бразильской Федерации любителей кошек (BCF) в начале 1980-х годов в нескольких крупных городах, показали наличие большой единообразной популяции, имевшей заметные различия с признанными породами. В 1985 году была принята программа разведения и стандартизации национальной породы. Первое предложение по признанию стандарта было сделано в WCF, в результате чего в 1994 году были объединены стандарты европейской и бразильской короткошёрстных под общим названием Кельтская короткошёрстная. В 1996 году порода получила предварительную регистрацию в FIFe. В 1999 году WCF обособила бразильскую короткошёрстную как новую породу кошек.